# 陈占云
陈占云 (1970年1月—)，中共党员，毕业于内蒙古党校大学，原内蒙古自治区额济纳旗旗委书记，后因在“疫情防控工作中履职和落实不力”，被免职。陈占云还曾任腾格里经济技术开发区管委会主任。